# デヴォン青木
デヴォン青木（Devon Aoki、本名：Devon Edwenna Aoki、1982年8月10日 - ）は、アメリカ合衆国のファッションモデル、女優。身長165cm。

## 来歴

### 生い立ち
ニューヨーク州ニューヨーク市で生まれ、カリフォルニア州で育ち、高校時代はロンドンで過ごした。父親が日本人（アメリカのレストランチェーン「BENIHANA」のオーナーだったロッキー青木）で母親がドイツ人とイギリス人のミックス（宝石デザイナーのPamela HILBURGER）。DJのスティーヴ・アオキは異母兄。

### キャリア
13歳の時にモデルとして活動を始め、14歳の時にStorm Model Managementと契約。イヴ・サンローランやラルフ・ローレン、シャネルのショーに出演し、一躍スーパーモデルとなる。1998年に16歳でナオミ・キャンベルに代わってヴェルサーチのモデルとなった。
その後女優に転向し、2003年に映画デビュー。2005年公開の『シン・シティ』では一言も話さない刺客を演じた。

### プライベート
2011年1月、妊娠していることが報じられた。子供の父親は2010年夏に婚約した投資家のジェームズ・ベイリー(James Baily)。2011年6月、男児を出産。2012年にジェームズ・ベイリーと結婚し、同年11月には第2子妊娠中であることが明らかになった。

## 主な出演作品

### 映画
| 公開年 | 邦題 原題                                                            | 役名                 |
| ------ | -------------------------------------------------------------------- | -------------------- |
| 2003   | デス・オブ・ア・ダイナスティ/HIP HOPは死なないぜ! Death of a Dynasty | ピカソ               |
| 2003   | ワイルドスピードX2 2 Fast 2 Furious                                  | スーキー             |
| 2004   | 恋のミニスカウエポン D.E.B.S.                                        | ドミニク             |
| 2005   | シン・シティ Sin City                                                | ミホ                 |
| 2006   | DOA/デッド・オア・アライブ DOA: Dead or Alive                        | かすみ               |
| 2007   | ローグ アサシン War                                                  | キラ                 |
| 2008   | ミュータント・クロニクルズ The Mutant Chronicles                     | ヴァレリー・デュバル |
| 2009   | Rosencrantz and Guildenstern Are Undead                              | アンナ               |

### ミュージック・ビデオ
- デュラン・デュラン 「Electric Barbarella」
- プライマル・スクリーム 「Kowalski」
- エルトン・ジョン 「Something About the Way You Look Tonight」
- リュダクリス 「Act a Fool」
- The Killers 「BONES」（監督：ティム・バートン）
- ファーギー 「M.I.L.F.＄」(ミルフマネー)

### CM
- JT「桃の天然水」
- 資生堂「化粧惑星」
- リーバイス「Levi's Lady Style」